# Donnchad mac Briain Ó Briain
Donnchad mac Briain Ó Briain (mort en 1284)  est roi de Thomond en compétition de 1277 à 1284.

## Règne
Donnchad mac Briain est l'ainé des trois fils de Brian Ruaidh Ó Briain après l’exécution de ce dernier le 11 mai 1277 par Thomas de Clare, ses trois fils Donnchad,  Domnall et Toirdelbach Óg († 1305), sous la conduite de leur aîné, prennent leur revanche dès l'année suivante en attaquant les domaines de  Clare à qui ils infligent une défaite à Cuinche (Quin) dont qu'ils pillent et dont ils massacrent la population et brûlent l'église Toutefois ils ne peuvent se passer longtemps du soutien des de Clare contre leur cousin Thoirdelbach mac Taigd Cael Uisce Ó Briain qui s'est proclamé roi de Thomond contre leur père dès 1275 fort de son alliance avec la famille du Burgh du Connacht.
L'alliance est bientôt renouvelée entre Donnchad  et de Clare et la guerre civile se poursuit contre Toirdelbach Mor et ses alliés de Burgh. En 1280 le conflit s'apaise temporairement quand Thomas de Clare  tente d'imposer une partition du comté de Thomond accordant l'ouest à Donnchad mac Briain et l'est à Toirdlebach. Ce dernier n'est guère disposé à l'idée de ne régner que sur un demi-royaume et les hostilités reprennent jusqu'à ce que Donnchad mac Briain soit trahi par ses amis et traîtreusement tué en 1284 pendant qu'il se baignait près de l'Île Magrath dans le Fergus près du château de Clare. Toirdelbach demeure alors seul souverain du Thomond.

## Postérité
Il laisse un fils qui poursuit le combat contre ses cousins du « clan Turlough » 
- Diarmait Cléirech Ó Briain

## Source
- (en) Goddard Henry Orpen (Introduction de Seán Duffy), Ireland under the Normands 1169-1333, vol. IV, Dublin, Four Courts Press (réédition), 2005, 633 p. (ISBN 9781846828188), p. 461-486 The Normands in Thomond